# Liste der Monuments historiques in Thénisy
Die Liste der Monuments historiques in Thénisy führt die Monuments historiques in der französischen Ortschaft Thénisy auf.
Bauwerke werden nicht gelistet.
Die Objekte sind der Kirche Sainte-Trinité, Rue de l’Église, in Thénisy zuzuordnen.

## Liste der Objekte
| Bezeichnung                                | Beschreibung                                          | Standort               | Kennzeichnung | Schutzstatus | Datum | Bild |
| ------------------------------------------ | ----------------------------------------------------- | ---------------------- | ------------- | ------------ | ----- | ---- |
| Statue der Jungfrau Maria mit Christuskind | geschnitztes Holz, 16./17. Jahrhundert                | Rue de l’Église (Lage) | PM77002358    | Inscrit      | 1977  |      |
| Statue des Rochus von Montpellier          | bemaltes und geschnitztes Holz, 18. Jahrhundert       | Rue de l’Église (Lage) | PM77002407    | Inscrit      | 1977  |      |
| Gruppe der heiligen Dreifaltigkeit         | verputzter Stein                                      | Rue de l’Église (Lage) | PM77003426    | Inscrit      | 1980  |      |
| Weihwasserbecken                           | Steinmetzarbeit aus Kalkstein aus dem 15. Jahrhundert | Rue de l’Église (Lage) | PM77003425    | Inscrit      | 1979  |      |
| Buntglasfenster mit der Heiligen Barbara   | Ende des 15. Jahrhunderts eingesetztes Glas           | Rue de l’Église (Lage) | PM77001709    | Classé       | 1911  |      |

Zum Verständnis siehe: Kirchenausstattung
- Monuments historiques (Objekte) in Thénisy in der Base Palissy des französischen Kulturministeriums (französisch)